# Stadsprijs Geraardsbergen 1946
De 15e editie van de Belgische wielerwedstrijd Stadsprijs Geraardsbergen werd verreden op 28 augustus 1946. De start en finish vonden plaats in Geraardsbergen. De winnaar was Albert Ritserveldt, gevolgd door Marcel Boumon en Roger Gyselinck.

## Uitslag
| Stadsprijs Geraardsbergen 1946 |                     |                    |      |
| Plaats                         | Naam                | Ploeg              | Tijd |
| Winnaar                        | Albert Ritserveldt  | Mercier-Hutchinson |      |
| 2                              | Marcel Boumon       | Rochet-Dunlop      |      |
| 3                              | Roger Gyselinck     | Groene Leeuw       |      |
| 4                              | Triphon Verstraeten | Groene Leeuw       |      |
| 5                              | Jean Engels         | Alcyon-Dunlop      |      |
| 6                              | Roger Gyselinck     | individueel        |      |
| 7                              | Julien Ardijns      | Groene Leeuw       |      |
| 8                              | Albert De Frez      | individueel        |      |
| 9                              | Frans Holbrecht     | individueel        |      |
| 10                             | Albert Bruylandt    | individueel        |      |

1912 · 1913 · 1914–1926 · 1927 · 1928–1932 · 1933 · 1934 · 1935 · 1936 · 1937 · 1938 · 1939 · 1940 · 1941 · 1942 · 1943 · 1944 · 1945 · 1946 · 1947 · 1948 · 1949 · 1950 · 1951 · 1952 · 1953 · 1954 · 1955 · 1956 · 1957 · 1958 · 1959 · 1960 · 1961 · 1962 · 1963 · 1964 · 1965 · 1966 · 1967 · 1968 · 1969 · 1970 · 1971 · 1972 · 1973 · 1974 · 1975 · 1976 · 1977 · 1978 · 1979 · 1980 · 1981 · 1982 · 1983 · 1984 · 1985 · 1986 · 1987 · 1988 · 1989 · 1990 · 1991 · 1992 · 1993 · 1994 · 1995 · 1996 · 1997 · 1998 · 1999 · 2000 · 2001 · 2002 · 2003 · 2004 · 2005 · 2006 · 2007 · 2008 · 2009 · 2010 · 2011 · 2012 · 2013 · 2014 · 2015 · 2016 · 2017 · 2018 · 2019 · 2020 · 2021 · 2022